# Гарден, Артур
А́ртур Га́рден (англ. Arthur Harden; 12 октября 1865, Манчестер, — 17 июня 1940, Борн-Энд, Бакингемшир) — английский биохимик. Лауреат Нобелевской премии по химии (1929).
Член Лондонского королевского общества (1909).

## Биография
Изучал химию в 1882—1886 годах в Университете Виктории в Манчестере. В 1887—1888 годах учился в Эрлангенском университете в Германии, где получил степень доктора философии. С 1888 года работал в Университете Виктории, с 1897 года заведовал лабораториями химии и анализов воды, в 1907—1930 годах — руководитель отдела биохимии в институте профилактической медицины (ныне Листеровский). С 1912 года — профессор биохимии Лондонского университета. 

## Основные работы
В 1902 году начал исследования по биохимии спиртового брожения, которые продолжал до конца жизни. В 1906 году Гарден совместно с У. Бейлиссом основал журнал «Biochemical Journal».

## Нобелевская премия
Нобелевская премия (1929; совместно с Х. Эйлером-Хельпином) за работы по биохимии спиртового брожения и ферментам, участвующим в этих процессах.

## Память
В 1976 г. Международный астрономический союз присвоил имя Артура Гардена кратеру на обратной стороне Луны.